# コロンボ (植物)
コロンボ（古倫僕、学名: Jateorhiza palmata）は、ツヅラフジ科の植物。モザンビーク、マダガスカルなどに生育する。
コロンボの根は日本薬局方収録の生薬「コロンボ」であり、苦みの強いアルカロイドを含み苦味健胃剤として使われる。身近なところでは奥田胃腸薬などに配合されている。